# Violent J
Violent J (n. Joseph Frank Bruce; n. 28 aprilie 1972, Michigan, SUA) este un rapper, producător muzical, textier, wrestler și actor american. Alături de Shaggy 2 Dope și de Alexis Abbiss, a fondat Psychopathic Records, iar împreună cu Shaggy 2 Dope a fondat Juggalo Wrestling Championship, o companie de wrestling. De asemenea, este membru co-fondator al formației horrorcore Insane Clown Posse.

## Copilăria
Născut în Michigan, este cel mai mic dintre cei 3 copii ai lui Richard și Linda Bruce. Când avea doi ani, a fost abandonat de tatăl său, care a luat toți banii familiei și a plecat.  După aceea, mama lor a fost nevoită să-i crească din banii pe care-i câștiga ca femeie de servici. La vârsta de șapte ani Joseph și fratele lui au prins un fluture, și l-au păstrat într-un borcan peste noapte, cu intenția de a-l elibera dimineața următoare. Când s-au trezit fluturele murise, iar cei doi se simțiseră ca și cum facuseră o crimă. Ei au făcut un jurământ că într-o zi vor ajunge în rai, astfel încât vor putea să-și ceară scuze personal fluturelui. Pe fiecare EP semnat ICP scrie  "Dedicat Fluturelui".

## Începuturile Muzicale
După ce s-a mutat in Oak Park, Bruce l-a întâlnit pe Shaggy 2 Dope și pe fratele său mai mare John, iar împreună cu cei doi a început să asculte multă muzică Hip-Hop mai exact rap. În 1989, sub numele de scenă Jagged Joe, împreună cu Shaggy și John, a lansat melodia „Party at the Top of the Hill”, sub trupa numită JJ Boys, dar nu s-au concentrat serios pe muzică.
S-a lăsat de școala în clasa a noua și s-a mutat la prietenul său, Rudy, în River Rouge. Acolo și-a format propriul gang numit Inner City Posse, care teroriza oamenii cu gaze lacrimogene emise de armată și fura radiouri auto pentru bani. La șaptesprezece ani, a fost închis, iar experiența l-a convins să scape de viața infracțională. În 1989, după o scurtă carieră în wrestlingul profesionist, Bruce și prietenul său Dale Miettinen Jr. au înregistrat Intelligence and Violence la un aparat de karaoke, ceea ce a marcat debutul numelui de scenă al lui Bruce, Violent J. După lansarea albumului Bass-Ment Cuts, grupul l-a angajat pe proprietarul magazinului de discuri Alex Abbiss ca manager și au înființat împreună cu el casa de discuri Psychopathic Records în 1991.

## Discografie solo
| # | Nume                    | Dată de Lansare                                    | Casă de discuri      |
| - | ----------------------- | -------------------------------------------------- | -------------------- |
| 1 | Wizard of the Hood (EP) | 22 iulie 2003                                      | Psychopathic Records |
| 2 | The Shining             | 28 aprilie 2009                                    | Psychopathic Records |
| 3 | Brother EP              | (E & J Tour - 3 ianuarie 2019 - 13 februarie 2019) | Psychopathic Records |
| 4 | Bloody Sunday           | 17 februarie 2023                                  | Psychopathic Records |

## Filmografie
| Denumire               | An   | Rol                     |
| ---------------------- | ---- | ----------------------- |
| Santa With Muscles     | 1996 | figurant necreditat     |
| Backstage Sluts        | 1998 | Violent J               |
| Backstage Pass         | 1999 | Violent J               |
| Big Money Hu$tla$      | 2000 | Big Baby Sweets/Ape Boy |
| Bowling Balls          | 2004 | J                       |
| Death Racers           | 2008 | Violent J               |
| Aqua Teen Hunger Force | 2010 | Violent J               |
| Big Money Ru$tla$      | 2010 | Big Baby Chips          |
| Bunker Heights         | 2024 | Joe                     |

## Influențe
Violent J a spus că influențele sale muzicale sunt: Esham, N.W.A., Ice Cube, Awesome Dre, Geto Boys, Gong, Pearl Jam și Michael Jackson.